# Piazza della Vittoria (Nápoles)
Piazza della Vittoria (o simplemente Piazza Vittoria) es una importante plaza de Nápoles, Italia. Está situada entre los barrios de Chiaia y San Ferdinando .

## Nombre
La plaza se denomina della Vittoria porque según los vencedores de la Batalla de Lepanto obtenida contra los turcos, la Virgen María intervino para este éxito. Así, la hija del comandante de una de las flotas cristianas quiso construir una iglesia que recordara la victoria. Esta fue la chiesa di Santa Maria della Vittoria, situada en la plaza, entre la Via Vannella Gaetani y la Via Giorgio Arcoleo.

## Descripción

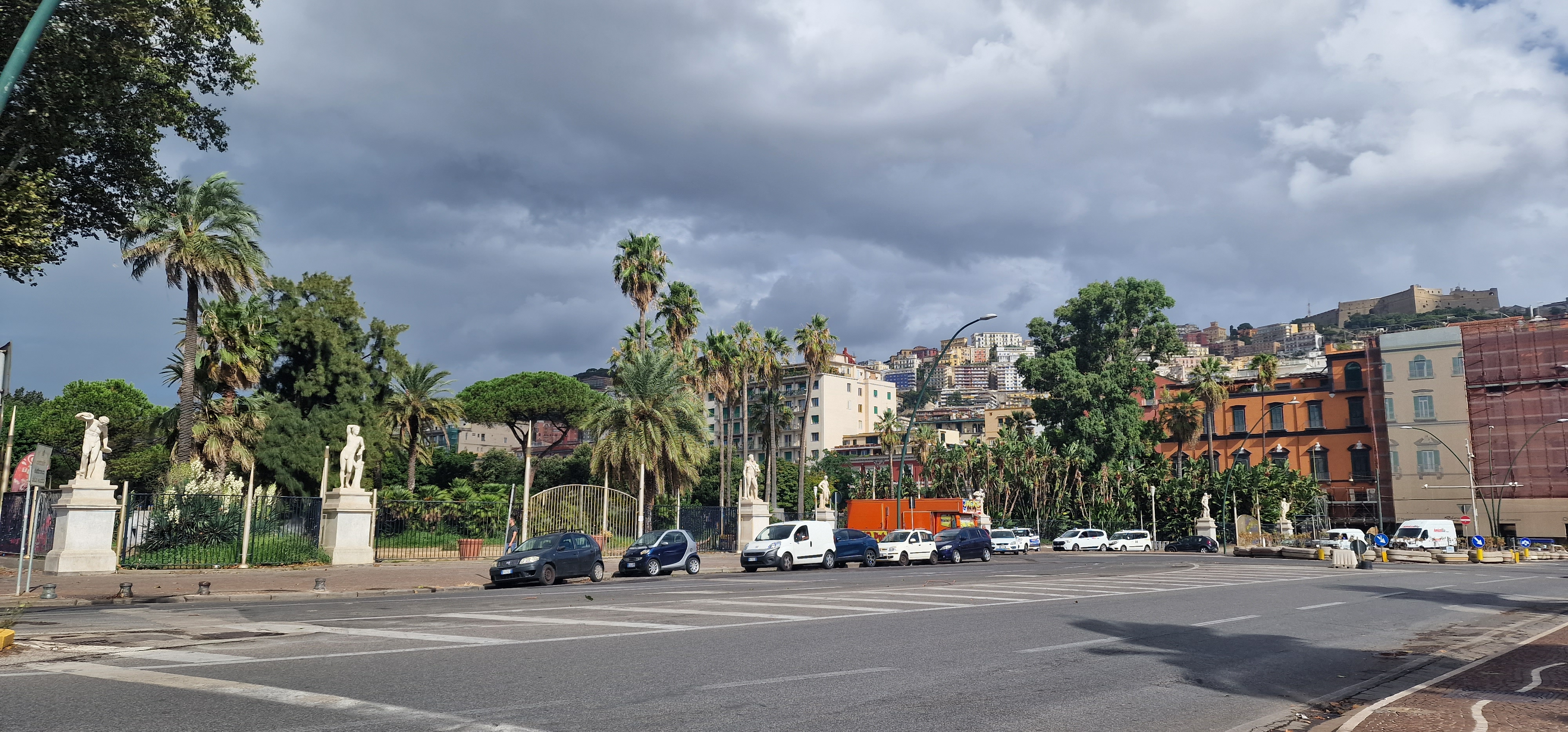
Algunas de las estatuas neoclásicas a la entrada de la Villa Comunale.

Cruce de caminos de gran importancia de la red viaria de la ciudad, recibe el tráfico que proviene del puerto (mediante la Galleria della Vittoria) por la Via Vannella Gaetani, para dirigirlo hacia la Riviera di Chiaia y por tanto hacia Mergellina y Fuorigrotta. A la inversa, dirige los automóviles provenientes de la zona occidental a la Via Giorgio Arcoleo, antiguamente llamada Via della Vittoria.
Al norte están las estatuas neoclásicas de la Villa Comunale (o Reale, porque fue construida por orden de Ferdinando IV de Borbón).

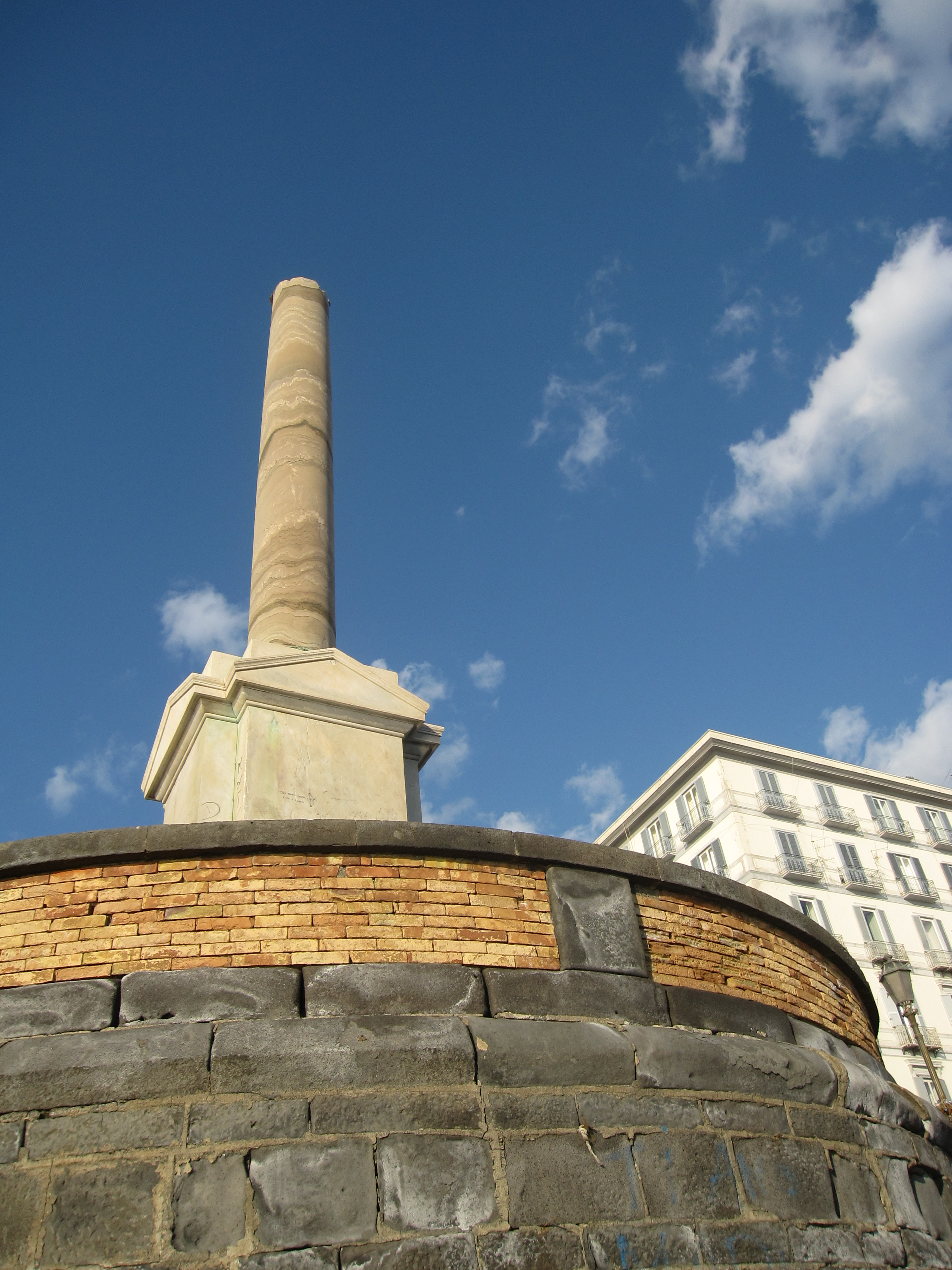
La columna quebrada desde abajo.

Al lado del mar, al oeste de la plaza, se encuentra el monumento a los caídos del mar, constituido por la columna de mármol de Cipolin encontrada en el siglo XVII durante las obras para la construcción del campanario de la Catedral y muchos años después, en 1914, se colocó sobre una base realizada en 1867 en memoria a los caídos en la batalla naval de Lissa.
Al sur de la plaza, frente a la villa, están las estatuas de Nicola Amore a la izquierda y Giovanni Nicotera a la derecha, obras de Francesco Jerace.
La primera estatua, del alcalde de Nápoles durante el Risanamento, estaba originalmente en la plaza homónima, en el cruce del Corso Umberto I y la Via Duomo, pero fue trasladada en 1938 para eliminar cualquier obstáculo que hubiera en el recorrido rectilíneo que haría Adolf Hitler en su visita a Nápoles para pasar revista a la Regia Marina. Desde entonces la estatua está colocada donde está en la actualidad.
La segunda estatua está situada en la plaza desde el día en el que se inauguró, el dos de julio de 1900.
Al este de la plaza, poco antes del inicio de la Riviera di Chiaia, llega la Via Calabritto, famosa calle del barrio de Chiaia por las tiendas de alta moda que la hacen una de las calles más chic de la ciudad.

## Transporte
La Piazza Vittoria es un importante nodo del transporte de la ciudad: extremo occidental de la red del Tranvía de Nápoles hasta principios de 2011 (por unas obras en la Piazza del Municipio que hacen imposible la circulación de los tranvías más allá del Castel Nuovo), pero también parada fundamental de muchas líneas que unen el centro con la zona occidental de la ciudad.
Cerca de la plaza está en construcción el segundo tramo de la línea 6 del Metro de Nápoles que unirá Fuorigrotta (actualmente la línea llega solo hasta Mergellina) con la Piazza del Municipio pasando bajo la Riviera di Chiaia, la cual tendrá dos estaciones. De estas, la estación de San Pasquale será la más cercana a la plaza.
Aunque sea más fácil llegar a la plaza en automóvil, la estación de metro en funcionamiento más cercana a la plaza es la de Piazza Amedeo, de la línea 2.

## Galería de imágenes

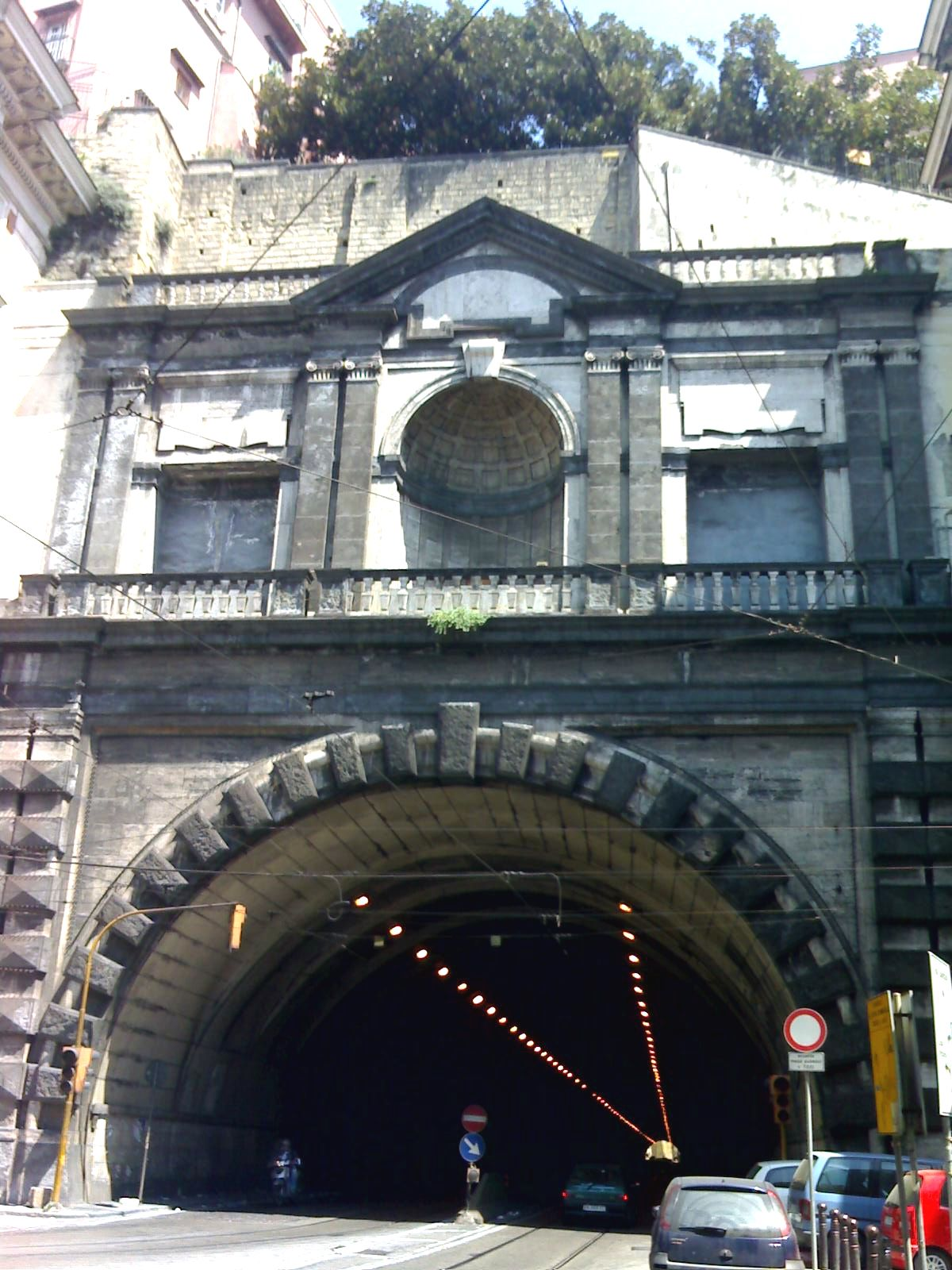
El tunnel della Vittoria desde la plaza.
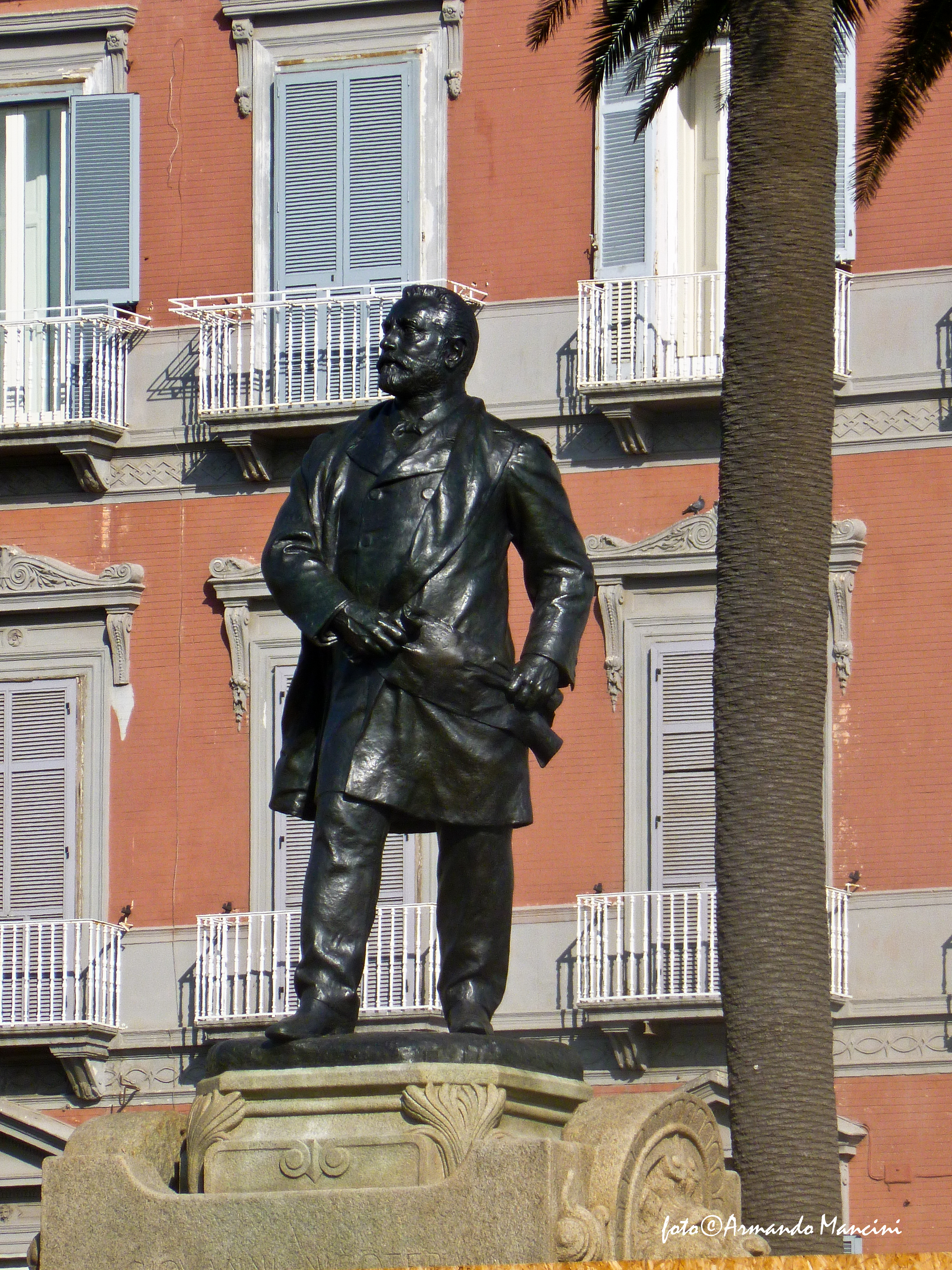
La estatua de Giovanni Nicotera.
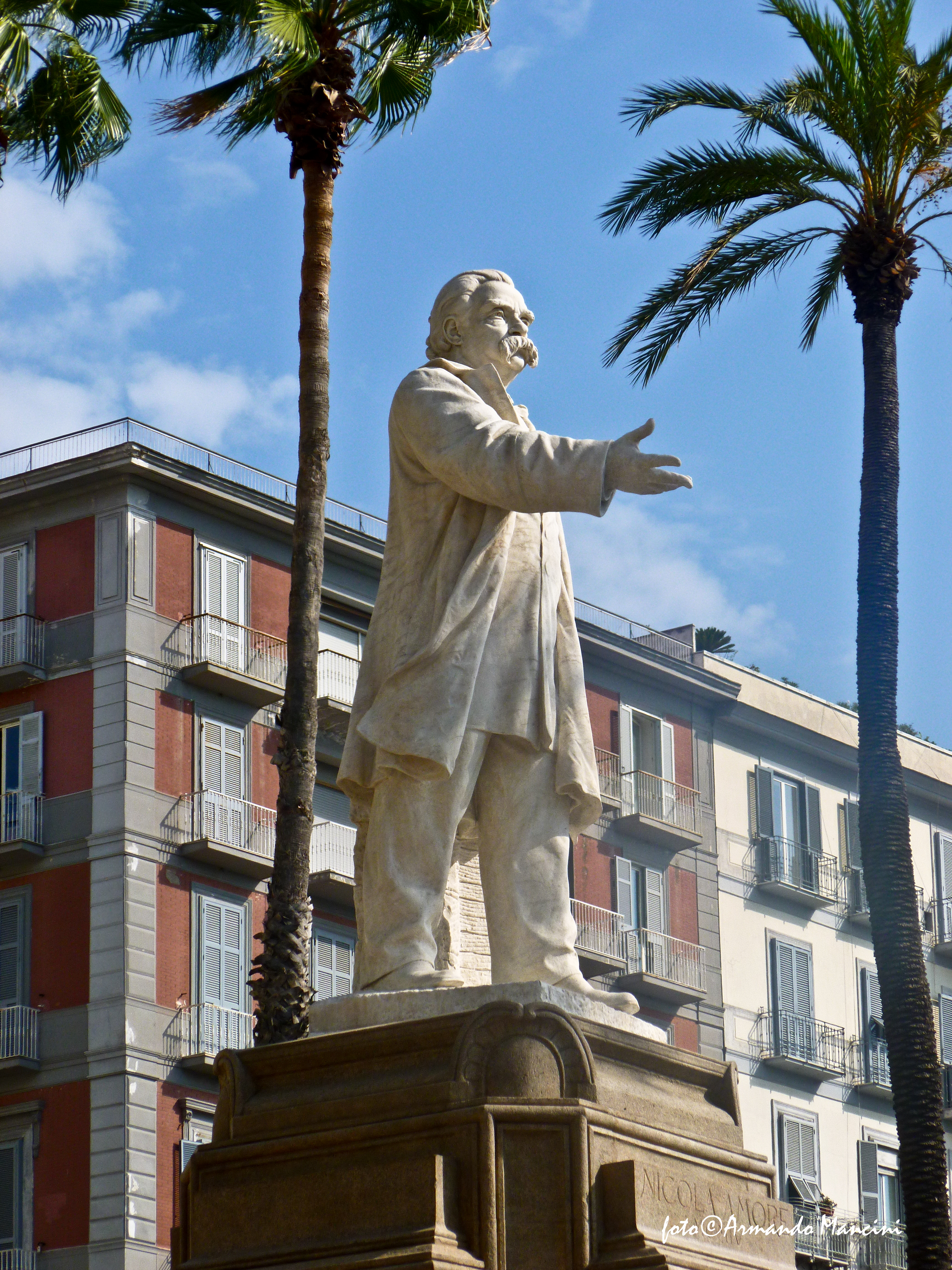
La estatua de Nicola Amore.
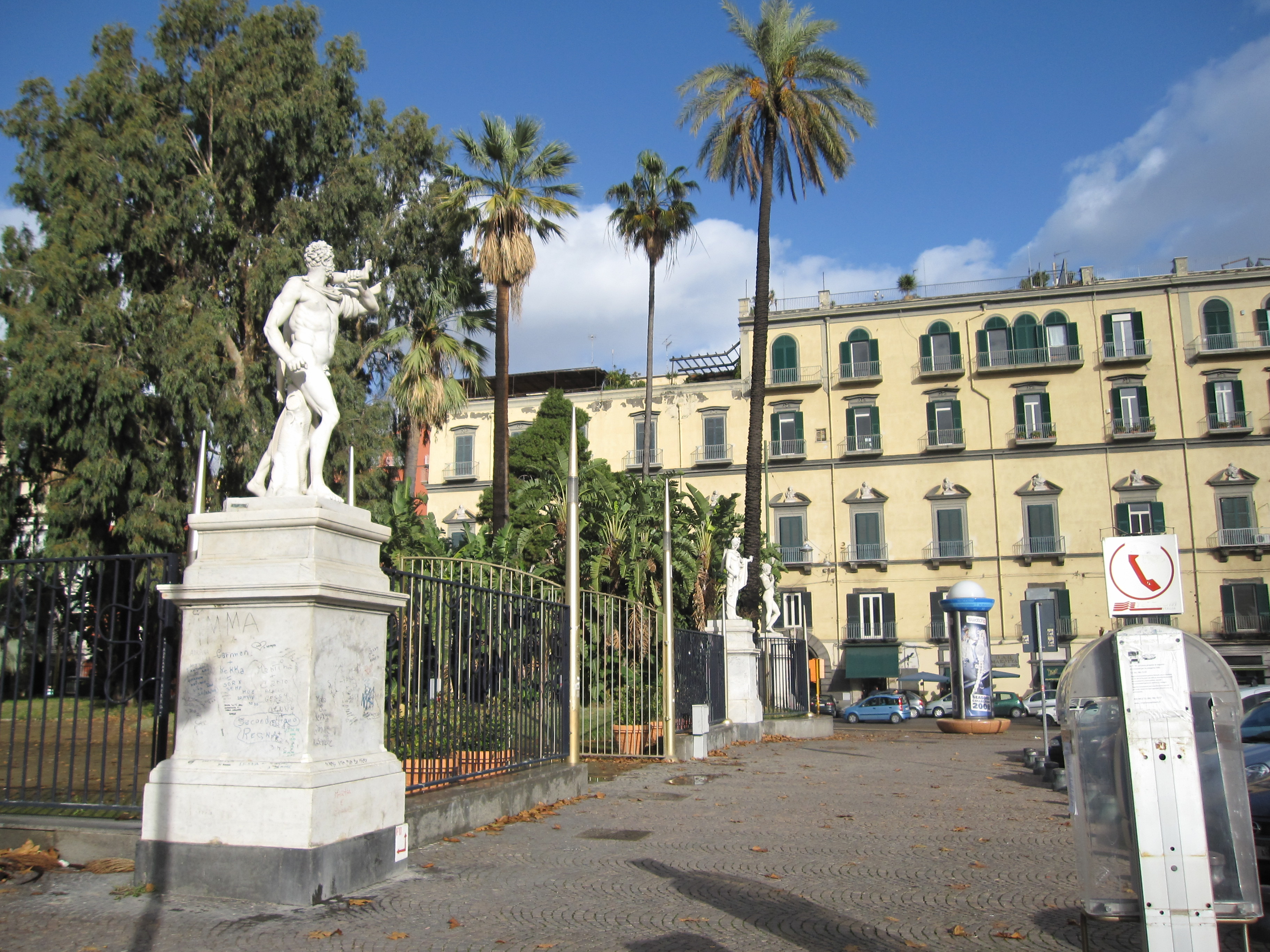
El acceso a la Villa Comunale.